# Anna-Leena Härkönen
Anna-Leena Härkönen (Liminka, 10 de abril de 1965) escritora y actriz finlandesa.
Estudió arte dramático en la Universidad de Tampere. Vive actualmente en Helsinki.
Algunas producciones dramáticas, incluida una película, se han adaptado de sus libros. El guionista Tove Idström y el director Claes Olsson realizaron un largometraje basado en "Amor de acuario" ("Akvaariorakkautta"), considerado hoy, película de culto.

## Premios
- Premio J. H. Erkko